# Euproctis albodentata
Euproctis albodentata är en fjärilsart som beskrevs av Moore 1879. Euproctis albodentata ingår i släktet Euproctis och familjen tofsspinnare. Inga underarter finns listade i Catalogue of Life.